# Астероид класса D
Спектральный класс D — это класс астероидов, который включает в себя объекты с очень низким альбедо (0,02-0,05) и ровным красноватым спектром без чётких линий поглощения. Такие свойства имеют силикаты, богатые углеродом или органическими веществами, возможно, вперемешку с водяным льдом. Из них состоят, например, частички межпланетной пыли, которая, вероятно, заполняла и околосолнечный протопланетный диск ещё до образования планет. На основе этого сходства можно предполагать, что D-астероиды являются наиболее древними, малоизменёнными телами пояса астероидов.
Астероиды класса D встречаются на расстоянии не менее 3 а. е. от Солнца, а преобладают во внешней части пояса астероидов и распространяются не только за пределы астероидного кольца, но и за пределы орбиты Юпитера. Типичными примерами астероидов этого класса являются:
- (152) Атала
- (588) Ахиллес
- (624) Гектор
- (944) Идальго

Спутники Марса Фобос и Деймос тоже можно отнести к этому классу астероидов.
Как предполагает модель Ниццы эти астероиды могут быть захвачены из пояса Койпера.
В 1992 году Ларри Лебофский (англ. Larry A. Lebofsky) и его коллеги опубликовали статью с данными исследования астероида класса D (773) Ирминтрауд. Спектр этого астероида на длине волны в 3 мкм свидетельствует о наличии водяного льда на поверхности. Поверхность астероидов этого класса претерпела значительные изменения со времени образования.